# Liste der Äbte des Stiftes Tepl
Die folgenden Personen waren Äbte von Stift Tepl. Angeführt werden auch interimistische Amtsinhaber. Das Stift Tepl existiert als Prämonstratenserkloster seit dem 12. Jahrhundert. Seit 8. Oktober 2011 wird das Stift von Filip Zdeněk Lobkowicz geleitet. Die Äbteliste orientiert sich wesentlich an der Zählung von Basil Grassl, wobei Norbert Backmund in der Früh- und Mittelphase einer anderen Einteilung folgt.
| Name                               | Amtszeit  | Zusatz |
| ---------------------------------- | --------- | --- |
| Johann I.                          | 1197–1233 | aus dem Kloster Strahov berufen                                                                                              |
| Bernard                            | 1233–1242 | |
| Gerard                             | 1242–1248 | |
| Benedikt                           | 1248–1259 | |
| Ulrich (Oldřich)                   | 1259–1267 | |
| Hugo                               | 1267–1295 | |
| Ivan (oder Ivo)                    | 1295–1302 | |
| Berthold                           | 1302–1315 | |
| Wisemir (Vyšemír)                  | 1315–1324 | |
| Petrus I.                          | 1324–1339 | |
| Beneda                             | 1339–1358 | |
| Eringus                            | 1358–1367 | |
| Hermannus                          | 1367–1381 | |
| Liphard                            | 1381–1384 | |
| Bohus                              | 1385–1411 | |
| Ratzko (Racko)                     | 1412–1444 | |
| Johann II. Czenko                  | 1444–1449 | |
| Wenzel                             | 1449–1454 | |
| Johann III. Bunie (Buně)           | 1454–1455 | resignierte |
| Albert                             | 1455–1458 | resignierte |
| Sigismund Hausmann                 | 1459–1506 | Visitator |
| Johann IV. Fröstl                  | 1507–1510 | Visitator |
| Petrus II.                         | 1510–1526 | vorher Abt von Strahov, Visitator                                                                                            |
| Anton                              | 1526–1535 | vorher Abt von Strahov, Visitator                                                                                            |
| Johann V. Kurz                     | 1535–1559 | vorher Abt von Strahov, Visitator                                                                                            |
| Johann VI. Meyskönig (Mauskönig)   | 1559–1585 | Visitator |
| Mathias Göhl (Gehel)               | 1585–1596 | vorher Abt von Strahov |
| Mathias Zimmerhackl                | 1596–1599 | resignierte |
| Andreas Ebersbach                  | 1599–1629 | Visitator |
| Johann VII. Pecher                 | 1629–1647 | |
| Friedrich Füssel                   | 1648–1654 | Visitator und Generalvikar                                                                                                   |
| Ambros Trötscher                   | 1654–1658 | |
| Raimund I. Wilfert                 | 1658–1670 | Visitator |
| Friedrich II. Uhl                  | 1670–1682 | |
| Gregor Naidhart                    | 1682–1688 | |
| Raimund II. Wilfert                | 1688–1724 | |
| Raimund III. Schimonovsky          | 1724–1741 | |
| Hieronymus Ambros                  | 1741–1767 | Visitator |
| Christoph Graf von Trauttmansdorff | 1767–1789 | Visitator |
| Kommendatar–Abt Ambros Schmidt     | 1789–1791 | Zwischenregierung unter dem Kommendatar–Abt Ambros Schmidt, Präm. von Strahov und dem kanonisch gewählten Prior Felix Löhner |
| Raymund IV. Hubl                   | 1791–1801 | |
| Chrysostomus Pfrogner              | 1801–1812 | |
| Karl Reitenberger                  | 1813–1827 | resignierte |
| Adolf Koppmann                     | 1828–1835 | |
| Melchior Mahr                      | 1836–1842 | |
| Marian Josef Heinl                 | 1843–1867 | |
| Maximilian Liebsch                 | 1867–1880 | |
| Bruno Bayerl                       | 1880–1887 | Visitator |
| Alfred Clementso                   | 1887–1900 | Generalvikar |
| Gilbert Helmer                     | 1900–1944 | Generalvikar |
| Karl Petrus Möhler                 | 1944–1946 | 1945–1948 von den kommunistischen Behörden inhaftiert                                                                        |
|                                    |           | 1945–1989 Aufhebung und Unterdrückung des Stiftes                                                                            |
| Heřman Josef Tyl                   | 1989–1992 | |
| Hugo Pitel                         | 1992–1993 | Administrator |
| Filip Zdeněk Lobkowicz             | 1993      | Administrator |
| Jan Křtitel Vladimír Franze        | 1993      | resignierte nach einigen Monaten                                                                                             |
| Tadeáš Řehák                       | 1993–1995 | Administrator |
| Evermod Šidlovský                  | 1995–1997 | Administrator |
| Ján Augustin Kováčik               | 1998–2011 | Administrator |
| Filip Zdeněk Lobkowicz             | 2011–     | Abt seit 8. Oktober 2011 |